# Radoslav Rančík
Radoslav Rančík (* 6. října 1979, Košice) je slovenský basketbalista, hrál českou Národní basketbalovou ligu za tým ČEZ Basketball Nymburk. Nyní hraje znovu za český klub ČEZ Basketball Nymburk. Hraje na pozici pivota.
Je vysoký 207 cm, váží 106 kg.

## Kariéra
Hrál postupně v chorvatské Pule a ve Francii (Limoges, Bourg en Breste Paris, Evreux). V Nymburce odehrál 3 sezony, působil v italském klubu Benetton Pallacanestro Treviso a nyní hraje znovu za český klub ČEZ Basketball Nymburk.
- 2005 - 2008 : ČEZ Basketball Nymburk
- 2008 - 2009 : Benetton Pallacanestro Treviso
- 2009 - 2010 : Galatasaray Cafe Crown Istanbul
- 2010 - 2011 : Galatasaray Cafe Crown Istanbul
- 2011 - ? : ČEZ Basketball Nymburk

## Statistiky
| Sezóna   | Soutěž      | Odehrané minuty | Průměr na zápas | Body | Průměr na zápas |
| -------- | ----------- | --------------- | --------------- | ---- | --------------- |
| 2005/06  | Mattoni NBL | 776.0           | 22.2            | 499  | 14.3            |
| 2005/06  | Český pohár | 34.7            | 34.7            | 22   | 22.0            |
| 2006/07* | Mattoni NBL | 529.7           | 25.2            | 324  | 15.4            |

```
* Rozehraná sezóna - údaje k 20.1.2007 
```